# Верхньоудинський 1-й козачий полк
1-й Верхньоудинський полк Забайкальського козацького війська

## Формування полку
У 1689 Федір Головін уклав з цинським Китаєм Нерчинський договір, що встановив кордон Московії в Забайкаллі. Два добровільні полки сибірських козаків, які були з ним, були визначені на службу в Нерчинську, Селенгінську і Верхньоудинську як городові команди .
Знову затвердженим статутом про Сибірських городових козаків з Нерчинської та частини Верхньоудинської козачих містових команд 22 липня 1822 року був утворений Забайкальський городовий козачий полк. З частини верхньоудинських козаків, що залишилася, була утворена станична команда.
Головним завданням полку була охорона державного кордону з Китаєм та несення військової служби всередині країни. Також козаки відряджувалися для охорони золотих копалень, супроводу засланців, арештантів та пошти.
17 (30) березня 1851 року було утворено Забайкальське козацьке військо. На формування 1-го Забайкальського козачого полку були звернені Забайкальський містовий козачий полк та Верхньоудинська станична команда.
6 травня 1872 року після реформи Забайкальського козачого війська 1-й Забайкальський козачий полк був перетворений на Навчальний кінний дивізіон Забайкальського козачого війська, що у воєнний час розгортається в полк. 4 квітня 1878 року цей дивізіон було переформовано на 1-й кінний полк Забайкальського козачого війська. 21 жовтня 1897 року полк був названий 1-м Верхньоудинським полком Забайкальського козачого війська; у військовий час встановлено формувати з пільги 2-й та 3-й Верхньоудинські полки.

## Кампанії полку
У XVIII та XIX століттях полк ніс постійну службу на китайському кордоні. По одному взводу на регулярній основі виділялися до складу конвою російських місій в Урзі та Пекіні. Під час Боксерського повстання в Китаї 6-а сотня полку знаходилася у складі гарнізону в Тяньцзіні, крім одного взводу, що знаходився в Пекіні. Козаки з честю витримали облогу боксерами пекінських посольств та тяньцзіньських консульств. Інші сотні діяли в Маньчжурії і брали участь у десанті на Інкоу .
У російсько-японську війну 1904—1905 р.р. 4-а сотня полку взяла участь в обороні Порт-Артура; інші сотні діяли в Кореї та Маньчжурії.

## Повні кавалери знака ордена Святого Георгія
1. фельдшер Михайло Алексєєв
2. вахмістр Хрисанф Бородін
3. вахмістр Степан Булатецький
4. прапорщик Опанас Власьєвський
5. старший урядник Семен Жаркой
6. прапорщик Захарій Корицький

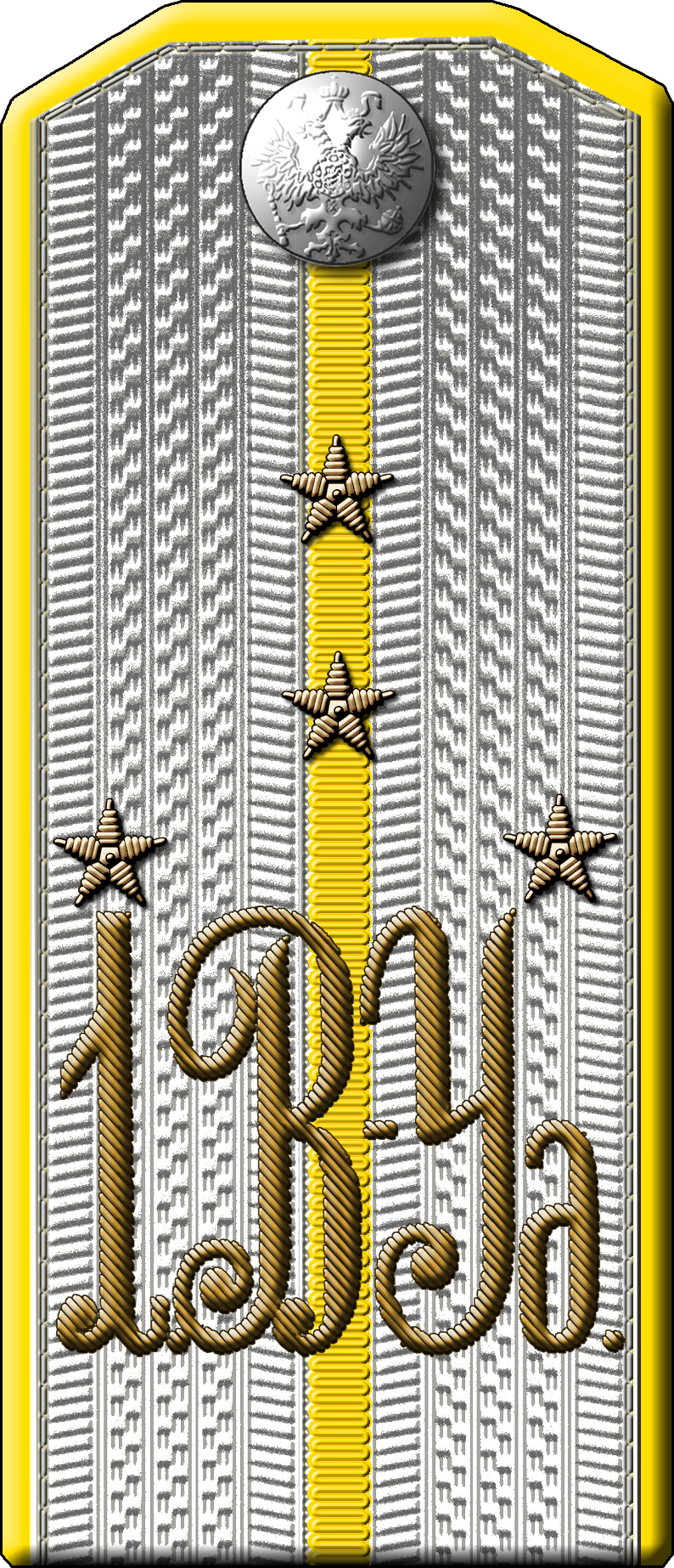
Погон: Під'єсаул 1-го Верхньоудинського кінного полку

7. старший урядник Бадможа-Цирен Очиров
8. вахмістр Федір Сюсин
9. підхорунжий Пантелей Телешов
10. підхорунжий Михайло Томашевський
11. сотник Андрій Чугуєвський
12. зауряд-прапорщик Прокопій Чупров

## Відзнаки
1. Полковий Георгіївський прапор з написом «За відзнаку під час війни з Японією в 1904 і 1905 роках», наданий 30 липня 1906 року.
2. Чотири Георгіївські срібні труби:
  - Дві з написом «За Порт-Артур у 1904 році» у 4-й сотні, надані 8 червня 1907 року.
  - Дві з написом «За Тяньцзін і Пекін у 1900 році» у 6-ій сотні, надані 19 лютого 1903 року.
3. Відзнаки на головні убори: «За відзнаку проти китайців у 1900 році» у 4-й та 5-й сотнях, надані 19 лютого 1903 року.
4. Поодинокі білі петлиці на комірі та обшлагах мундирів нижніх чинів, надані 6 грудня 1908 року.